# 豊田前町
豊田前町（とよたまえちょう）は、山口県豊浦郡にあった町。現在の美祢市豊田前町各町にあたる。本項では町制前の名称である豊田前村（とよたまえそん）についても述べる。

## 地理
- 山岳 ： 江船山、烏山、麻生山、高山

## 歴史
- 1889年（明治22年）4月1日 - 町村制の施行により、麻生上村・麻生下村・今山村・保々村・古烏帽子村・嶽村の区域をもって豊田前村が発足。
- 1953年（昭和28年）6月1日 - 豊田前村が町制施行して豊田前町となる。
- 1954年（昭和29年）3月31日 - 美祢郡大嶺町・伊佐町・於福村・東厚保村・西厚保村と合併して美祢市が発足。同日豊田前町廃止。